# Alfred Bangerter
Alfred Bangerter (* 22. April 1909 in Biel; † 22. März 2002 in St. Gallen) war ein Schweizer Augenarzt und Autor.

## Leben und Werk
Alfred Bangerter war der Sohn der Medizinerin Serena Bangerter-Buser und er wuchs in Biel im Kanton Bern auf. Er absolvierte ein Medizinstudium an der Universität Bern, wo er 1935 mit der Arbeit Beiträge zur Kenntnis der Schilddrüsenwirkung promoviert wurde. Von 1936 bis 1941 war er Assistent an der Universitäts-Augenklinik in Bern unter Hans Goldmann, ab 1942 bis 1944 Oberarzt an dieser Klinik. Dann habilitierte er sich 1946 als Privatdozent an der Universität Bern. Ab 1956 wurde er an dieser Universität Honorarprofessor. Er wechselte den Arbeitsort ab 1946 nach St. Gallen, nachdem er als Chefarzt der Augenklinik an das Kantonsspital St. Gallen gewählt wurde. Hier entwickelte er neue Behandlungsmethoden und Instrumente der Ophthalmologie, insbesondere in der plastischen Augenchirurgie und bei degenerativen Netzhauterkrankungen. Die nötigen Apparate konzipierte er teilweise selbst. Früh erteilte er Aufträge zur Reparatur bisheriger und dann Herstellung neuer Instrumente an die Firma Oertli Instrumente in St. Gallen. Weltbekannt wurde Bangerter als Pionier in der Prophylaxe und Therapie von funktionellen Sehstörungen (Schwachsichtigkeit, Schielen) der hochgradigen kindlichen Amblyopie. Schon 1946 nach Antritt seiner Funktion als Chefarzt der Augenklinik am Kantonsspital St. Gallen richtete er dort eine Sehschule ein, wo ab 1951 auch Orthoptistinnen und Augenarztgehilfinnen ausgebildet wurden. Dazu kam die Eröffnung der Ostschweizerischen Orthoptik (= richtig sehen)- und Pleoptik (= besser sehen)- Schule (OPOS). An diesen Sehschulen kamen erdachter Geräte zum Einsatz, welche Bangerter in Zusammenarbeit mit dem ortsansässigen Optiker Fritz Ryser entwickelt hatte und welche das monokulare und binokulare Sehtraining in den Zusammenhang mit den übrigen Körper- und Sinnesfunktionen stellte. In der Festschrift zum 90. Geburtstag von Bangerter wurde festgestellt, dass in Schulreihenuntersuchungen bei mehr als 100'000 Kindern der Ostschweiz von 1951 bis 1971 dank Amblyopieprophylaxe ein Rückgang hochgradiger Amblyopie von 2,4 auf 0,3 Prozent festzustellen war, was wesentlich auf die Ausbildung an der durch ihn gegründeten Schulen zurückgeführt wird. Die durch ihn eingeführte Orthoptistik wird weitergeführt.
Nach Emeritierung Bangerters als Klinikchef in 1974 widmete er sich weiteren Gebieten der Ophthalmologie. So suchte er Therapien zur präventiven Behandlung altersbedingter Sehschwäche wegen Makuladegeneration. Er gründete 1989 eine als Tagesklinik anerkannte Praxis für die von ihm entwickelten Behandlungsmethoden, welche zum Pilgerort von Patientenscharen wurde.
Im Jahr 1962 wurde Alfred Bangerter in der Sektion Ophthalmologie, Oto-Rhino-Laryngologie, Stomatologie als Mitglied in die Deutsche Akademie der Naturforscher Leopoldina aufgenommen.

## Veröffentlichungen (Auswahl)
- Behandlung von Augenkrankheiten: für den praktischen Arzt.  Medizinischer Verlag Hans Huber, Bern,  2. Aufl. 1954
- Amblyopiebehandlung. 2. Aufl.,  S. Karger, Basel, 1955
- Augen: Einführung in die Ophthalmologie. 2. Aufl., Zehnder, St. Gallen, 1972